# 郑惠元
鄭惠元（1969年1月18日—）是台灣的漫畫家，筆名「Grace」。出生於台北。國立臺灣大學農業推廣學系畢業。

## 人物
1994年，以短篇〈白色夕陽〉刊登在焦點少女而正式出道。畫風清新可愛，作品以描述青春男女的戀愛情懷為主，讀者多為女性。由於擅長手工藝，常以親製之手工製品贈予讀者，在圈內有「手工女王」之稱號，因此亦曾主持少女漫畫雜誌上的手工專欄。漫畫以外也兼有小說的創作，往往包辦其中插圖。漫畫作品幾乎都由東立出版社發行，小說則由東立旗下之加珈出版社發行。

## 簡歷
- 1989年－在台大就讀期間成立台大卡漫社，並任第一屆社長。[1]
- 1994年－以〈白色夕陽〉刊登在焦點少女月刊而正式出道。
- 1995年－12月出版首部漫畫單行本《曼哈頓物語》。
- 1997年－出版《超新星19》，1998年發行韓文版。
- 2007年－暑假應邀擔任兒童漫畫夏令營「超級名家漫畫班」的講師。
- 2007年－「網路票選十大最受歡迎台灣漫畫家活動」第九名（由行政院新聞局主辦，中華漫畫出版同業協進會承辦）

## 作品一覽

### 長篇漫畫
- 金色席飛亞（星少女雙月刊2006年12月號連載中）

### 短篇漫畫
- 白色夕陽
- 哭泣蒙娜麗莎
- 兩個女生
- 巧克力情人（2005年，瑪格麗特第24期，東立）
- 親親小師妹（2006年，瑪格麗特第14期，東立）

### 插畫·扉頁·封面
加珈發行
- 妳是我永遠的寶貝（作：伊庭妍）／封面
- 新美人魚之戀（作：西川菱）／封面
- 愛得無法自拔（作：司徒嵐）／封面 ISBN 957-778-766-5
- 我愛表哥（作：高橋妮）／封面 ISBN 957-778-254-X
- 談個戀愛好嗎？（作：高妤如）／封面 ISBN 957-778-446-1
- 情繫俏冤家（作：高妤如）／封面
- 家有未婚夫（作：高妤如）／封面 ISBN 957-778-383-X
- 相思比夢長（作：夏樹嬋）／封面 ISBN 957-778-179-9
- 摘下你的心（作：安田荺）／封面 ISBN 957-778-165-9
- 用愛感動你（作：志茂田景樹）／封面
- 風中情（作：森川香）／封面 ISBN 957-778-218-3
- 天變地變情不變（作：葛西涵）／封面
- 我愛貝貝（作：林葉玟）／封面
- 小魔女接情招（作：姬野靜）／封面 ISBN 957-778-417-8
- 相思爬上我心頭（作：姬野靜）／封面
- 尋找My Darling！（作：姬野靜）／封面

### 專欄
- 閃亮手工女王城堡（2006年－，星少女雙月刊10月號，東立）

### 漫畫單行本
- 《曼哈頓物語》（全），東立發行，1995/12/30，ISBN 957-34-3492-X
- 《超新星19》（東立發行）
  - 超新星19 ①，1997/03/15，ISBN 957-34-4823-8
  - 超新星19 ②（完），1998/09/30，ISBN 957-34-5652-4

1998年賣出韓文版權。
- 《漫畫情人夢》（東立發行）
  - 漫畫情人夢①，1999/09/20，ISBN 957-34-7399-2
  - 漫畫情人夢②，1999/09/20，ISBN 957-34-8563-X
  - 漫畫情人夢③（完），2000/07/20，ISBN 957-34-9629-1

2005年賣出韓文版權。
- 《雙面情人》（全），東立發行，2003/07/03，ISBN 986-11-2618-X
- 《愛情正甜》（全），東立發行，2004/04/30，ISBN 986-11-4298-3
- 《巧克力情人》（全），東立發行，2007/01/31，ISBN 986-11-9508-4

### 小說單行本
- 《愛神別鬧了！》，加珈發行
- 《濃情愛不完》，加珈發行
- 《愛因有你才完美》，加珈發行，ISBN 957-778-690-1